# Arte da Lingoa de Iapam
Arte da Lingoa de Iapam (日本大文典, Nihon daibunten) (Arte da Língua do Japão, escrita no português moderno), é um manual português da gramática japonesa do século XVII. O manual foi compilado pelo missionário português João Rodrigues, da Companhia de Jesus. É a gramática japonesa mais antiga e completa, e é uma referência valiosa sobre o japonês medieval.

## Antecedentes
O trabalho dos missionários cristãos no Japão começou na década de 1540. Para se comunicar melhor, os missionários estrangeiros tentaram aprender a língua japonesa. Então eles criaram dicionários como o Vocabvlário da Lingoa de Iapam (Vocabulário da Língua do Japão no português moderno) e as gramáticas. As primeiras gramáticas pareciam ter sido escritas na década de 1580, embora actualmente não existam mais.
A Arte da Lingoa de Iapam é a mais antiga gramática japonesa completa, existente. Rodrigues publicou o manual em Nagasaki, num período de cinco anos, entre 1604 e 1608. Existem apenas duas cópias conhecidas, uma que está na Biblioteca Bodleiana da Universidade de Oxford e a outra, que está sob a posse da colecção da família Crawford.
Em 1620, após o manual ter sido transferido para Macau Portuguesa, Rodrigues compilou uma versão curta e simplificada da gramática, intitulada Arte breue da lingoa Iapoa (日本小文典, Nihon shōbunten).

## Conteúdos apresentados
O livro é composto por três volumes
- O primeiro volume é um esboço da gramática japonesa fundamental. Trata-se da declinação de nomes e pronomes em relação ao caso gramatical, a conjugação de verbos em função ao modo e ao tempo verbal, categorizando o idioma em dez classes gramaticais, discutindo sobre os títulos honoríficos japoneses, tal como a romanização da ortografia.[1][2]
- O segundo volume discute sobre a sintaxe, a retórica, a pronúncia dos dialetos japoneses, o sotaque e a poesia japonesa.[1][2]
- O terceiro volume explica como ler os kanji, os documentos, a antroponímia japonesa e como contar os anos e o tempo em japonês.[1][2]

## Edições
- Arte da lingoa de Iapam (1604) (em português)
- Arte da lingo a de ia pam Compostapello (1604) (em português)
- Élémens de la grammaire japonaise [adaptado de Arte da lingoa de Iapam] tr. et collationnés par C. Landresse. [With] (1825) (em francês)